# Fruitland (Maryland)
Fruitland és una població dels Estats Units a l'estat de Maryland. Segons el cens del 2000 tenia 3.774 habitants.

## Demografia
Segons el cens del 2000, Fruitland tenia 3.774 habitants, 1.476 habitatges, i 988 famílies. La densitat de població era de 410,5 habitants/km².
Dels 1.476 habitatges en un 34,9% hi vivien nens de menys de 18 anys, en un 42,3% hi vivien parelles casades, en un 19,9% dones solteres, i en un 33% no eren unitats familiars. En el 25,5% dels habitatges hi vivien persones soles el 9,3% de les quals corresponia a persones de 65 anys o més que vivien soles. El nombre mitjà de persones vivint en cada habitatge era de 2,56 i el nombre mitjà de persones que vivien en cada família era de 3,05.
Per edats la població es repartia de la següent manera: un 28,2% tenia menys de 18 anys, un 9,4% entre 18 i 24, un 30% entre 25 i 44, un 20,5% de 45 a 60 i un 11,9% 65 anys o més.
L'edat mediana era de 34 anys. Per cada 100 dones de 18 o més anys hi havia 80,9 homes.
La renda mediana per habitatge era de 34.468 $ i la renda mediana per família de 36.181 $. Els homes tenien una renda mediana de 28.495 $ mentre que les dones 21.127 $. La renda per capita de la població era de 17.774 $. Entorn del 15,2% de les famílies i el 18,3% de la població estaven per davall del llindar de pobresa.

## Poblacions més properes
El següent diagrama mostra les poblacions més properes.